# Livio Bussi
Livio Bussi (Bozzole, 2 ottobre 1917 – ...) è stato un allenatore di calcio e calciatore italiano, di ruolo terzino destro.

## Carriera

### Giocatore
Ha disputato sette campionati in Serie A con Torino, Vicenza e Novara, per complessive 72 presenze in massima serie. Ha inoltre disputato 64 incontri in Serie B con la maglia del Novara, vincendo con i piemontesi il girone A del campionato cadetto 1947-1948.

### Allenatore
Ha allenato la Fossanese, dove aveva concluso la carriera calcistica, il Pinerolo e l'Ivrea. Tra il 1965 e il 1967 è alla guida del Verbania, e nel 1972 passa sulla panchina della Biellese.
Nel 1980 torna sulla panchina della Fossanese, in coppia con Piero Davico.

## Palmarès

### Giocatore

#### Competizioni nazionali
- Campionato italiano di Serie B: 1

Novara: 1947-1948

### Allenatore

#### Competizioni nazionali
- Serie D: 2

Ivrea: 1960-1961
Verbania: 1965-1966